# Capo Vaticano
Le capo Vaticano est une frazione de la commune de Ricadi (Province de Vibo Valentia) en Calabre, en Italie. C'est un large lieu de baignade. Le cap est formé par un granit gris-blanc particulier, qui est étudié dans le monde entier pour ses caractéristiques géologiques.

## Géographie

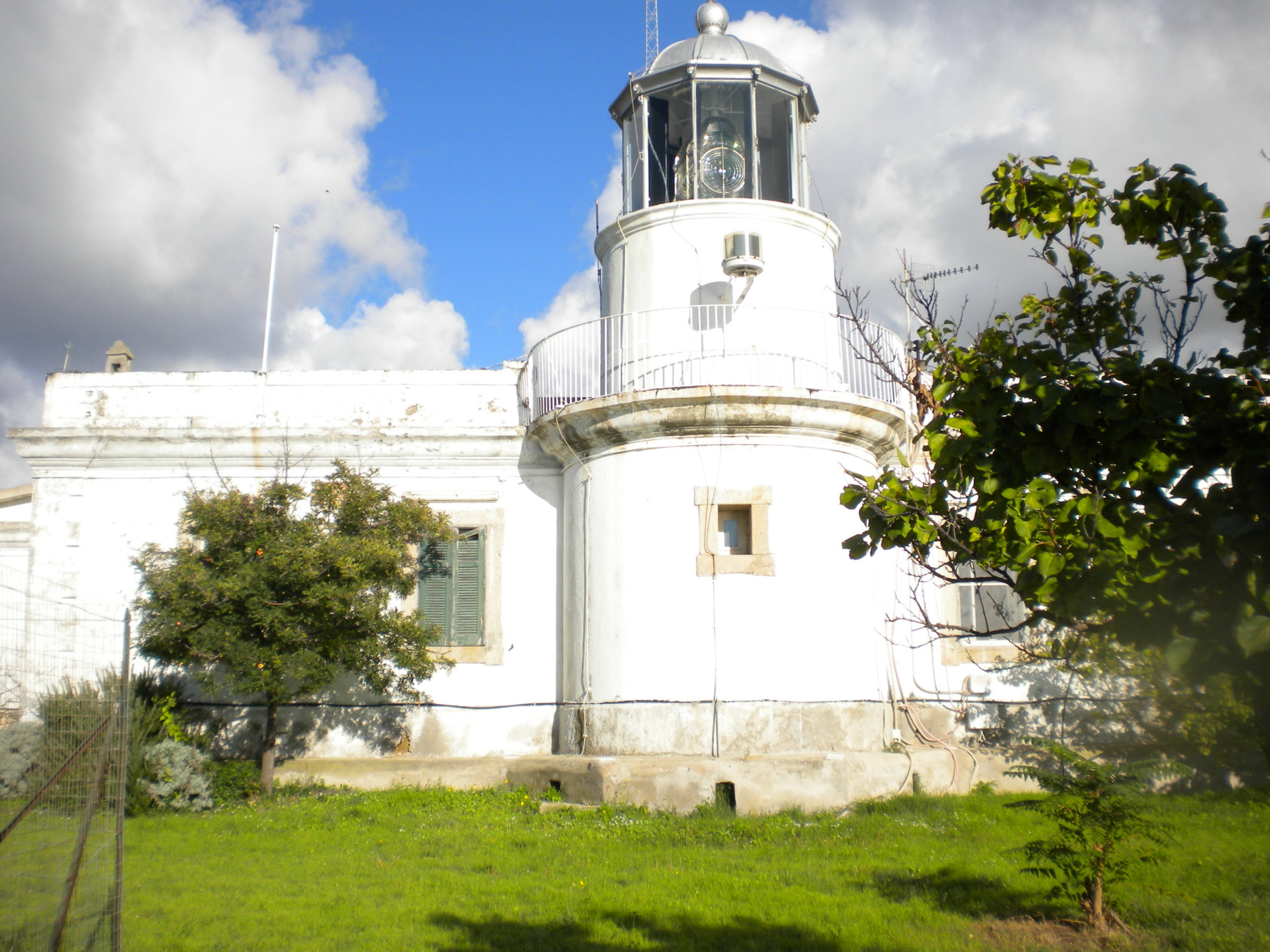
le Phare de Capo Vaticano en 2010

L'altitude maximale du cap est d'environ 124 mètres.
La côte du capo Vaticano part de la baie du Tono et se termine dans la baie de la Vierge Marie. La baie la plus suggestive près du cap est Grotticelle, qui se divise en plages.

## Histoire
Le célèbre écrivain vénitien Giuseppe Berto a fixé sa demeure au capo Vaticano, après avoir voyagé dans toute l'Italie. Il le décrit ainsi :

« Le capo Vaticano est appelé Vatican comme la colline romaine : autrefois, les prêtres et les diseurs de bonne aventure cherchaient à y deviner l'avenir en fondant leurs prédictions sur le vol des oiseaux. 200 mètres au-dessus du cap il y a un rocher appelé Mantineo et en grec ancien cela signifie : communiquer avec Dieu. Le cap était un lieu saint et il l'est toujours maintenant. »

## Économie
Le capo Vaticano est considéré comme l’endroit idéal, grâce à son climat propice, pour la culture des oignons rouges de Tropea.